# 安河
安河（法語發音：[ɛ̃] ⓘ）是法国东部的一条河流，发源于汝拉山南端海拔约700米处，向南流经汝拉省和安省，在距里昂约40千米处汇入罗讷河。